# Lhok Sari
Lhok Sari is een bestuurslaag in het regentschap Aceh Barat van de provincie Atjeh, Indonesië. Lhok Sari telt 492 inwoners (volkstelling 2010).